# ロンゴミニアド
ロンゴミニアド (Rhongomyniad) またはロンゴミアント (Rhongomiant) は、ウェールズのアーサー王伝説におけるアーサー王の槍である。その名は「槍 (rhon)」と「なぎ倒す (gomyniad)」の複合語に由来する。
『キルッフとオルウェン』では、アーサーがキルッフに「望みの物を与えよう」と告げた場面で、例外的に与えることができないものの一つとしてロンゴミニアドの名を挙げている。
Then said Arthur, "Since thou wilt not remain here, chieftain, thou shalt receive the boon whatsoever thy tongue may name, as far as the wind dries, and the rain moistens, and the sun revolves, and the sea encircles, and the earth extends; save only my ship; and my mantle; and Caledvwlch, my sword; and Rhongomyant, my lance; and Wynebgwrthucher, my shield; and Carnwenhau, my dagger; and Gwenhwyvar, my wife. By the truth of Heaven, thou shalt have it cheerfully, name what thou wilt.—en:s:The Mabinogion/Kilhwch and Olwen、強調は引用者による。
『ウェールズのトライアド』では、ロンゴミニアド（ロンゴミアント）は、アーサーの剣カラドヴルフ（カレドヴルフ）およびアーサー王の短剣カルンウェナンと並び、神から彼に与えられた神聖な武器の一つに数えられている。
神が彼に与えし神聖なる武器：彼の槍ロンゴミアント、剣カレドヴルフ、彼の短剣カルンウェナン—
ジェフリー・オブ・モンマスによるラテン語の著作『ブリタニア列王史』では、アーサーの馬上槍がロン (Ron) という名で言及されている。これはおそらく元のウェールズ語の名称の省略形である。ジェフリーは、バドン山の戦いでアーサーがこの馬上槍を携えていたと述べている。
ヴァースの著作『ブリュ物語』ではロワという名で言及されている。これは「頑丈」を意味する。
ラハモンも著作『ブルート』の中でモンマスと同様に呼んでいる。ラハモンは一節で（その武器の名は挙げていないが）、アーサーの槍はカーマーゼンでグリフィン (Griffin) という名の鍛冶師によって鍛えられたと述べている。ラハモンはまた、ロンがかつてはユーサー・ペンドラゴンのものであったと付け加えている。